# Cantó de Héricourt-Est
El cantó de Héricourt-Est és un cantó francès del departament de l'Alt Saona, situat al districte de Lure. Té sis municipis i part del de Héricourt.

## Municipis
- Brevilliers
- Chagey
- Châlonvillars
- Échenans-sous-Mont-Vaudois
- Héricourt (part)
- Luze
- Mandrevillars

## Història
| Data d'elecció                           | Identitat            | Partit | Qualitat |
| ---------------------------------------- | -------------------- | ------ | -------- |
| 1985-2007                                | Jean-Michel Villaumé | PS     |          |
| 2007-                                    | Jean-Jacques Joly    | PS     |          |
| les dades anteriors no són pas conegudes |                      |        |          |
|                                          |                      |        |          |